# ジョーイ・ヘザートン
ダヴェニー・ジョアンナ・"ジョーイ"・ヘザートン（Davenie Johanna "Joey" Heatherton、1944年9月14日 – ）は、アメリカ合衆国の女優、ダンサー、歌手。1960年代から1970年代にかけてのセックスシンボルであった。その間に多くのテレビ番組（特に頻繁にバラエティ番組）に出演したことで知られるが、女優としても活躍した。ボブ・ホープが主催するUSOツアーに10年以上出演し、『シーサイドの男』（1965年）や『ハッピーフッカー3/風俗軍団首都侵攻』（1977年）などの長編映画に出演している。

## 生い立ち
ニューヨーク市で生まれ、ニューヨーク市にほど近いナッソー郡の町、ニューヨーク州ロックビル・センターで育った。幼少の頃ファーストネームのダヴェニーとミドルネームのジョアンナを組み合わせた「ジョーイ」というあだ名をつけられた。父親のレイ・ヘザートンは、ブロードウェイのスター (『青春一座』) で、テレビのパイオニアであった。彼は子供向けの長寿テレビ番組『The Merry Mailman』のスターとして、ニューヨーク周辺で有名であった。"ダヴェニー" とも呼ばれる彼女の母親はダンサーで、レイ・ヘザートンとは『青春一座』で共演していた時に出会った。ヘザートンには後にディスク・ジョッキーとなる兄ディック（1943年10月19日 – ）がいる。
ヘザートンは、カトリックの一貫校である聖アグネススクールに通った。6歳からディクソン・マカフィー・スクール・オブ・ダンスでバレエを学び始め、ジョージ・バランシンの下で4年間勉強した後、モダン・ジャズダンス、声楽、演劇を学んだ。

## 経歴

### 初期
子役としてキャリアをスタート。ニューヨークで人気のあった父親の子供向け番組『The Merry Mailman』でテレビ初出演を果たした。1959年、15歳のときにアンサンブルのメンバーになり、『サウンド・オブ・ミュージック』のオリジナルブロードウェイ公演で代役を務めた。同年、『ペリー・コモ・ショー』（後の『ペリー・コモのクラフト・ミュージック・ホール』）でペリー・コモを恋し続ける熱狂的なティーンエイジャーを演じ、初の準レギュラーとしての全国的デビューを果たす。また、同年「That's How It Goes」/「I'll Be Seeing You」というタイトルのファーストシングルレコードをリリースしたが、この曲もその後数年間にリリースした3作のシングルもヒットはしなかった。
1960年にブロードウェイに戻り、短期公演の『There Was A Little Girl』でジェーン・フォンダと共演した。女優としてのテレビドラマ初出演は同年の『ルート66』の初期のエピソード「Three Sides」で、裕福で甘やかされて育ったティーンエージャー役でゲスト出演した。1960年代初頭は「小悪魔的ルックス」のために、問題を抱えた十代の少女役で頻繁にキャスティングされた。

### 1960年代
1960年代半ばから、テレビで披露する官能的なダンスにより注目を集め始める。一部の視聴者は衝撃的だと考え、一部の批評家は「低俗なエロティシズム」と嘲笑した。1964年、『ザ・トゥナイト・ショー』に出演し、ジョニー・カーソンに「フルーグ」ダンスを指導した。1965年1月、ティーン向けダンス番組『Hullabaloo』の特別編にゲスト出演し、大きな注目を集めた。その後さらに番組で何度か取り上げられ、番組で披露した曲「Hullabaloo」をコーラル・レコードからリリースした。ディーン・マーティンの招待を受け、『ディーン・マーティン・ショー』に1965年9月16日の初回放送から数多く出演している。ゲーム番組『What's My Line?』のドロシー・キルガレン最後の出演となった1965年11月7日放送回にシークレットゲストとして出演。
1968年6月から9月にかけて、フランク・シナトラ・ジュニアと共に、マーティンの夏の代替ミュージカル・コメディ・アワーの「Dean Martin Presents the Golddiggers」の司会を務めた。さらに1960年代には、『アンディ・ウィリアムス・ショー』、『ハリウッド・パレス』、『エド・サリヴァン・ショー』、『ディス・イズ・トム・ジョーンズ』などのバラエティ番組に複数回出演した。

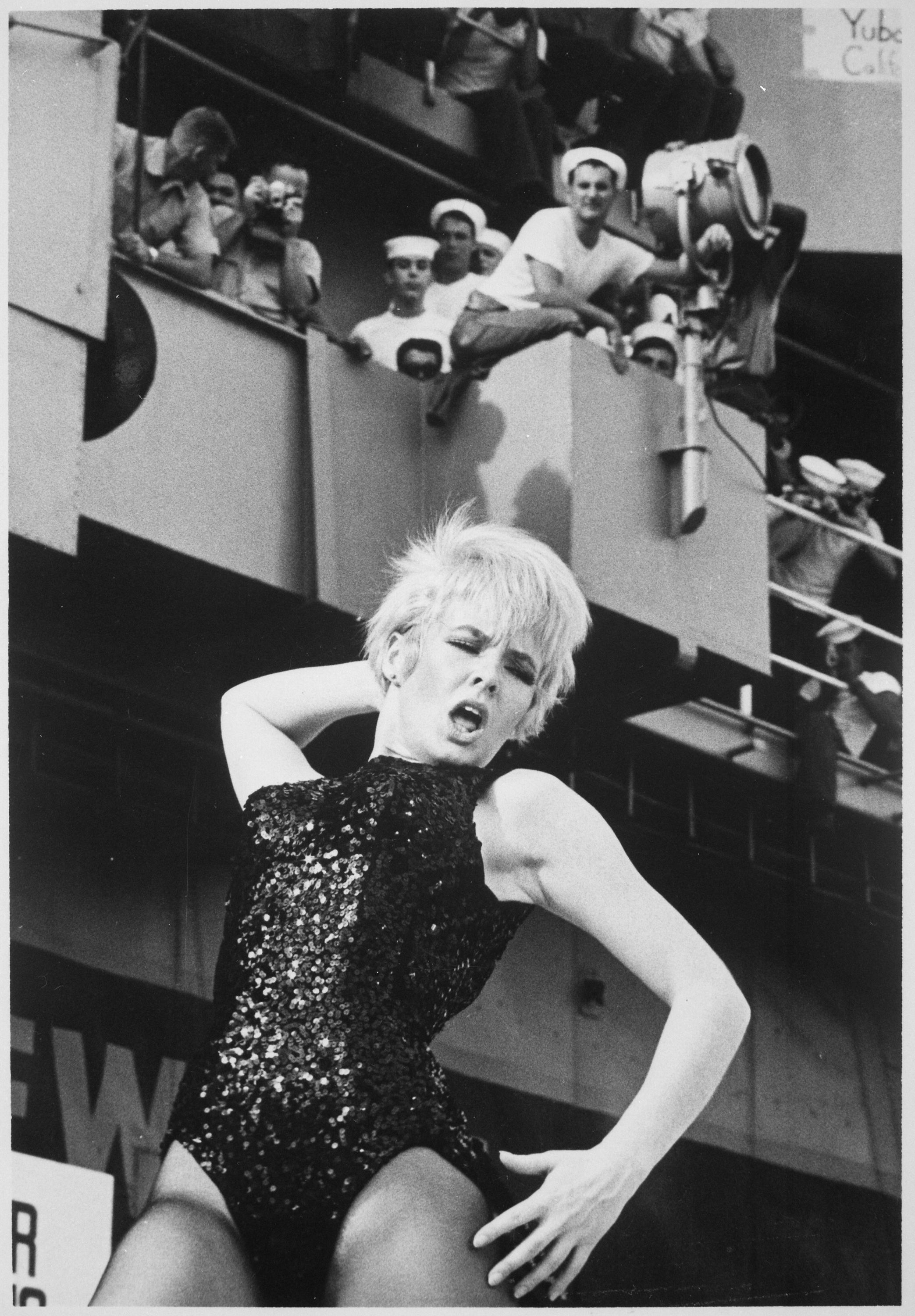
USS「タイコンデロガ」上で踊るヘザートン（1965年12月27日）

1965年から1977年にかけて、ボブ・ホープ劇団のUSOツアーに随行し、歌、ダンス、挑発的な衣装でGIたちを楽しませた。USOツアーのハイライトはNBCのマンスリー・スペシャルのホープの長期にわたるシリーズの一部として放映され、高い評価を受けたクリスマス・ショーで最高潮に達し、ヘザートンの出演シーンは定期的に取り上げられた。
1960年代を通してヘザートンはバラエティ番組出演と共に、『ミスター・ノバック』、『バージニアン』、『看護婦物語』、『アイ・スパイ』、『スパイのライセンス』など、数多くのテレビドラマのエピソードに女優として出演した。
ヘザートンは『Twilight of Honor』（1963年）、『愛よいずこへ』（1964年）、『シーサイドの男』（1965年）などの劇場用映画にも出演している。『Twilight of Honor』は彼女の銀幕デビュー作で、告発された殺人犯 (オスカーにノミネートされたニック・アダムス) の若い妻を演じた。3作の内、唯一カラーで製作された1964年の『愛よいずこへ』は、ラナ・ターナー、シェリル・クレイン、ジョニー・ストンパナートが関係するスキャンダラスな過失致死事件を描いたハロルド・ロビンズのモデル小説（実在の人物をモチーフとした小説）に基づく多額の製作費を投じたメロドラマで、ヘザートンはスーザン・ヘイワードが演じたターナーをモデルとするキャラクターの娘役で出演している。ウィリアム・コンラッド監督のスリラー『シーサイドの男』ではトロイ・ドナヒューの相手役として、ヘザートンの劇場公開映画における初の主演作となった。

### 1970年代以降
1970年代に入るとヘザートンのキャリアはやや失速していったが、ローヤルクラウン・コーラやサータマットレスのテレビコマーシャルに起用されるなど人気は健在であった。彼女はラスベガスのショー、数本のテレビ番組や映画に出演した。リチャード・バートン主演の1972年のスリラー映画『青ひげ』では唯一となるスクリーン上のヌードを披露した。1972年にはファーストアルバム『The Joey Heatherton Album』もリリース。最初のシングルカットは1957年のファーリン・ハスキーの曲をカバーした「Gone」で、Billboard Hot 100に15週間留まり、最高位24位を記録した。「Gone」はオーストラリアでも38位を記録した。セカンドシングルの「I'mSorry」は最高87位を記録。このアルバムは2004年に再リリースされ、ジャケットには写真家のハリー・ラングドン・ジュニアが映画『青ひげ』撮影中に撮ったジョーイのヌード写真が掲載された。
1975年7月、シェールの日曜夜のバラエティ番組（1975-76年）の夏の4週間の代替シリーズ『Joey & Dad』（ジョーイとパパ）に父親のレイと主演し、短期間ながら経歴の頂点を迎えた。各エピソードではレイ・ヘザートンが屋根裏部屋を探索しながら、娘との人生をノスタルジックに語った。
1977年、ウォーターゲート事件にインスパイアされた『ハッピーフッカー3/風俗軍団首都侵攻』で主役のザヴィエラ・ホランダーを演じた。1990年、ジョン・ウォーターズのミュージカル・コメディ映画『クライ・ベイビー』で端役の宗教狂信者を演じてスクリーンに復帰した。1997年、プレイボーイ誌をヘザートンのヌードグラビアが彩った。

## 私生活
1969年4月、ダラス・カウボーイズのワイドレシーバー、ランス・レンツェルとニューヨーク市で結婚した。1970年11月、レンツェルは10歳の少女にわいせつな行為をした容疑で逮捕された。彼は有罪を認め、精神科の治療を受けることを条件に執行猶予付きの判決を受けた。ヘザートンは1971年9月に離婚を申請、彼女自身の経歴にも影を落とした。彼女はレンツェルの不快な犯罪の心理的ショックから、二度と回復しなかったと言う証言もあった。離婚は1972年に成立した。
1985年7月8日、彼女はマンハッタンの旅券事務所の事務員を平手打ちし、髪を引っ張るなどして、政府機関の職務を妨害し、治安を乱したとして逮捕・起訴された。1986 年9月、彼女は両方の容疑で無罪となった。
また7月にも1984年に滞在したロングアイランドのホテルとスパからの4,906ドルの請求を拒否したとして、詐欺罪により逮捕・起訴された。彼女は無罪を主張した。
1986年8月30日、ニューヨーク州ロックランド郡ヒルクレストで、元恋人で元マネージャーのジェリー・フィッシャーと口論中に手にしたステーキナイフで彼を刺し、暴行罪で逮捕された。フィッシャーは後に地元の病院で治療を受け、回復して退院した。逮捕後、ヘザートンは警察に自分が何者であるか話したが、彼らは信じなかった。その後、彼女は身元を証明するために警官の1人に自分のハンドバッグを渡した。それを調べていた警官は1グラム未満のコカインが入ったホイルの包みを見つけた。ヘザートンは、暴行と薬物所持の軽犯罪で起訴された。1987年10月、裁判所はヘザートンがバッグの捜索を拒否できることを知らされていなかったため、捜索は違憲であるとの判決を下した。その結果、軽犯罪である薬物所持は取り下げられた。後に、ジェリー・フィッシャーはヘザートンに対する暴行容疑を取り下げた。

## 主な出演作
| 年        | 原題                                   | 邦題                               | 役名                                     | 備考                                                      |
| --------- | -------------------------------------- | ---------------------------------- | ---------------------------------------- | --------------------------------------------------------- |
| 1960      | Route 66                               | ルート66                           | カレン・エマーソン                       | エピソード: "Three Sides"                                 |
| 1962 1963 | The Doctors and the Nurses             | 看護婦物語                         | ジャネット・クラーク エレン・デンビー    | 2エピソード                                               |
| 1963      | The Virginian                          | バージニアン                       | グロリア・ブレイン                       | 1エピソード                                               |
| 1963      | Twilight of Honor                      |                                    | ローラ・メイ・ブラウン                   | 劇場用映画 (別名: The Charge is Murder)                   |
| 1963      | Mr. Novak                              |                                    | ホリー・メトカーフ                       | エピソード: "To Break a Camel's Back"                     |
| 1963      | Arrest and Trial                       | 事件と裁判                         | エディス                                 | エピソード: "Some Weeks Are All Mondays"                  |
| 1964      | Bob Hope Presents the Chrysler Theatre |                                    | クレス                                   | エピソード: "Runaway"                                     |
| 1964      | Channing                               | チャニング学園                     |                                          | エピソード: "The Trouble with Girls"                      |
| 1964      | Breaking Point                         | ブレーキング・ポイント             | ドリー・コステイン                       | エピソード: "I, the Dancer"                               |
| 1964      | Where Love Has Gone                    | 愛よいずこへ                       | ダニエル・ヴァレリー・ミラー             | 劇場用映画                                                |
| 1965      | My Blood Runs Cold                     | シーサイドの男                     | ジュリー・メリディ                       | 劇場用映画                                                |
| 1966      | I Spy                                  | アイ・スパイ                       | ケイティ                                 | 2エピソード                                               |
| 1968      | Of Mice and Men                        | 二十日鼠と人間                     | カーリーの妻                             | テレビ映画                                                |
| 1969      | It Takes a Thief                       | スパイのライセンス                 | ドディ・デュボア                         | 2エピソード                                               |
| 1969      | The Jackie Gleason Show                | ジャッキー・グリーソン・ショー     | エミリー・ゴゴラック                     | エピソード: "The Honeymooners: Happiness Is a Rich Uncle" |
| 1969      | The Ballad of Andy Crocker             |                                    | リサ                                     | テレビ映画                                                |
| 1970      | Love, American Style                   |                                    | ティッピー                               | セグメント: "Love and the Hitchhiker"                     |
| 1970      | The Hollywood Palace                   |                                    | 本人役                                   | エピソード: Don Knotts hosting                            |
| 1971      | The Powder Room                        |                                    |                                          | テレビ映画                                                |
| 1972      | Bluebeard                              | 青ひげ                             | アン                                     | 劇場用映画                                                |
| 1973      | Old Faithful                           |                                    | 本人役                                   | テレビ映画                                                |
| 1976      | Doug Henning's World of Magic 2        |                                    | 本人役                                   | テレビ特番                                                |
| 1977      | The Happy Hooker Goes to Washington    | ハッピーフッカー3/風俗軍団首都侵攻 | ザヴィエラ・ホランダー                   | 劇場用映画                                                |
| 1981      | Laverne & Shirley                      | ラバーン&シャーリー                | 本人役                                   | エピソード: "Night at the Awards"                         |
| 1986      | The Perils of P.K.                     |                                    |                                          | 劇場用映画                                                |
| 1990      | Cry-Baby                               | クライ・ベイビー                   | ハケット夫人                             | 劇場用映画                                                |
| 2002      | Reflections of Evil                    |                                    | セルタの広報担当（ストック・フッテージ） | 劇場用映画                                                |

## ノミネーション
| 年   | 賞                   | 部門                             | 作品              |
| ---- | -------------------- | -------------------------------- | ----------------- |
| 1964 | ゴールデンローレル賞 | Top Female New Face              | –                 |
| 1966 | ゴールデンローレル賞 | New Faces, Female                | –                 |
| 1964 | ゴールデングローブ賞 | Most Promising Newcomer - Female | Twilight of Honor |